# Nikolay Iliev
Nikolay Iliev   (Sofia, 31 de març de 1964) és un exfutbolista búlgar de la dècada de 1980.
Fou 53 cops internacional amb la selecció búlgara amb la qual participà en la Copa del Món de Futbol de 1994.
Pel que fa a clubs, defensà els colors de Levski i Bologna.